# Cereatae
Cereatae war in der Antike ein Dorf ca. 100 km östlich von Rom im Gebiet von Arpinum, das der Ceres geweiht war. Es lag im heutigen Gemeindegebiet von Veroli.
156 v. Chr. wurde hier der Feldherr Gaius Marius geboren, dem zu Ehren es den Zusatz Cereatae Marianae bekam. Mit diesem Namen erlangte es das Stadtrecht.
Vermutlich wurde die Stadt in der Völkerwanderungszeit aufgegeben. Erst um 1035 wurde in den Ruinen das Kloster Casamari gegründet, dessen Name auf Gaius Marius (Casa Mari = Haus des Marius) zurückgeht. In einem Museum im Kloster werden Funde aus Cereatae gezeigt.